# Comuna Cozieni, Buzău
Cozieni (în trecut, Bălănești) este o comună în județul Buzău, Muntenia, România, formată din satele Anini, Bălănești, Bercești, Ciocănești, Cocârceni, Colțeni, Cozieni (reședința), Fața lui Nan, Glodurile, Izvoru, Lungești, Nistorești, Pietraru, Punga, Teișu, Trestia, Tulburea, Valea Banului, Valea Roatei și Zăpodia. Numărul mare de localități componente se datorează prezenței sale în zona montană, cu sate risipite.

## Așezare
Comuna se află în nord-vestul județului, în Subcarpații Curburii, pe valea râului Bălăneasa. Este traversată de șoseaua județeană DJ203L, care o leagă spre sud de Pârscov și Măgura (DN10), și mai departe de Buzău; și spre nord de Brăești.

## Demografie
Componența etnică a comunei Cozieni
     Români (93,02%)
     Alte etnii (6,98%)
Componența confesională a comunei Cozieni
     Ortodocși (92,84%)
     Alte religii (0,11%)
     Necunoscută (7,04%)
Conform recensământului efectuat în 2021, populația comunei Cozieni se ridică la 1.747 de locuitori, în scădere față de recensământul anterior din 2011, când fuseseră înregistrați 2.139 de locuitori. Majoritatea locuitorilor sunt români (93,02%). Din punct de vedere confesional, majoritatea locuitorilor sunt ortodocși (92,84%), iar pentru 7,04% nu se cunoaște apartenența confesională.

## Politică și administrație
Comuna Cozieni este administrată de un primar și un consiliu local compus din 11 consilieri. Primarul, Valerică-Robert Șomoiag[*], de la Partidul Național Liberal, este în funcție din 1 noiembrie 2024. Începând cu alegerile locale din 2024, consiliul local are următoarea componență pe partide politice:
|  | Partid                    | Consilieri | Componența Consiliului | Componența Consiliului | Componența Consiliului | Componența Consiliului | Componența Consiliului |
|  | ------------------------- | ---------- | ---------------------- | ---------------------- | ---------------------- | ---------------------- | ---------------------- |
|  | Partidul Social Democrat  | 5          |                        |                        |                        |                        |                        |
|  | Partidul Național Liberal | 4          |                        |                        |                        |                        |                        |
|  | Alianța Dreapta Unită     | 1          |                        |                        |                        |                        |                        |
|  | Radu Ion                  | 1          |                        |                        |                        |                        |                        |

## Istorie
La sfârșitul secolului al XIX-lea, comuna purta numele de Bălănești, era arondată plaiului Pârscov din județul Buzău și era formată din satele Bălănești, Bercești, Bodromirești, Cocârceni-Cozieni, Fața lui Nan, Mărculești, Turburea, Valea Epei și Valea Banului, cu o populație de 2050 de locuitori, care trăiau în 521 de case. În comună funcționau 6 mori de măcinat porumb pe râul Sărățelul Bălăneștilor (din care 2 ale statului), o stână (tot a statului), 4 biserici (una la Cozienii de Jos, fost schit și metoh al Episcopiei Buzăului; și celelalte trei la Cozienii de Sus, Bălănești și Cocârceni), precum și o școală cu 58 de elevi (din care 3 fete). Pe actualul teritoriu al comunei funcționa, în cadrul aceleiași plăși, și comuna Trestia, formată din satele Ciocănești, Colțeni, Glodurile, Izvoru, Lungești, Nistorești, Pietraru, Pietrile, Punga, Teișu, Trestia, Valea Roatei și Zăpodia, cu 2220 de locuitori. În comună funcționau o școală și 2 biserici.
În 1925, comuna Bălănești avea 2633 de locuitori (cu satele Bălănești, Bercești, Bodromirești, Cocârceni, Cozieni, Mărculești, Tulburea, Valea Banului, Valea Epei și cătunul Fața lui Nan), în vreme ce comuna Trestia avea 2090 de locuitori.
În 1950, comunele au fost arondate raionului Cislău din regiunea Buzău și apoi (după 1952) din regiunea Ploiești. Satul Valea Iepei al comunei Bălănești a luat în 1964 denumirea de Anini. În 1968, cele două comune au fost unite sub numele de Cozieni, în alcătuirea actuală, și rearondate județului Buzău.

## Monumente istorice
Șase obiective din comuna Cozieni sunt incluse în lista monumentelor istorice din județul Buzău ca monumente de interes local
Două dintre ele sunt situri arheologice, situate în zona satului Bălănești: așezarea din zona „pe poduri”, aparținând culturii Gumelnița din eneolitic (mileniul al IV-lea î.e.n.), și necropola din epoca migrațiilor (secolele al VII-lea–al VIII-lea e.n.) aflată în zona „la Făcăiana”, lângă grajdurile fostului CAP.
Alte patru obiective sunt clasificate ca monumente de arhitectură, toate biserici. Acestea sunt biserica „Adormirea Maicii Domnului” (cu clopotnița) din satul Bălănești (1834–1841), biserica „Sfinții Voievozi” din același sat (1841), biserica „Sfântul Teodor Tiron și Sfântul Nicolae” din satul Cocârceni (1819), precum și biserica „Sfinții Voievozi” (cu clopotnița), din satul Pietraru (1849).

## Personalități născute aici
- Dometie Manolache (1924 - 1975), călugăr ortodox, canonizat ca sfânt;
- Adela Petre (1929 - 2019), creatoare populară.